# Soté

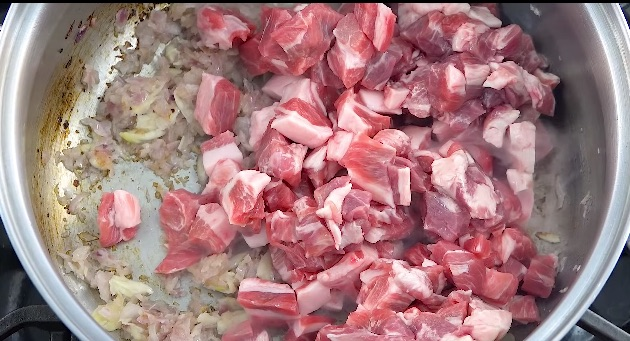
Příprava soté - smažení kousků vepřového masa v česneku a cibuli

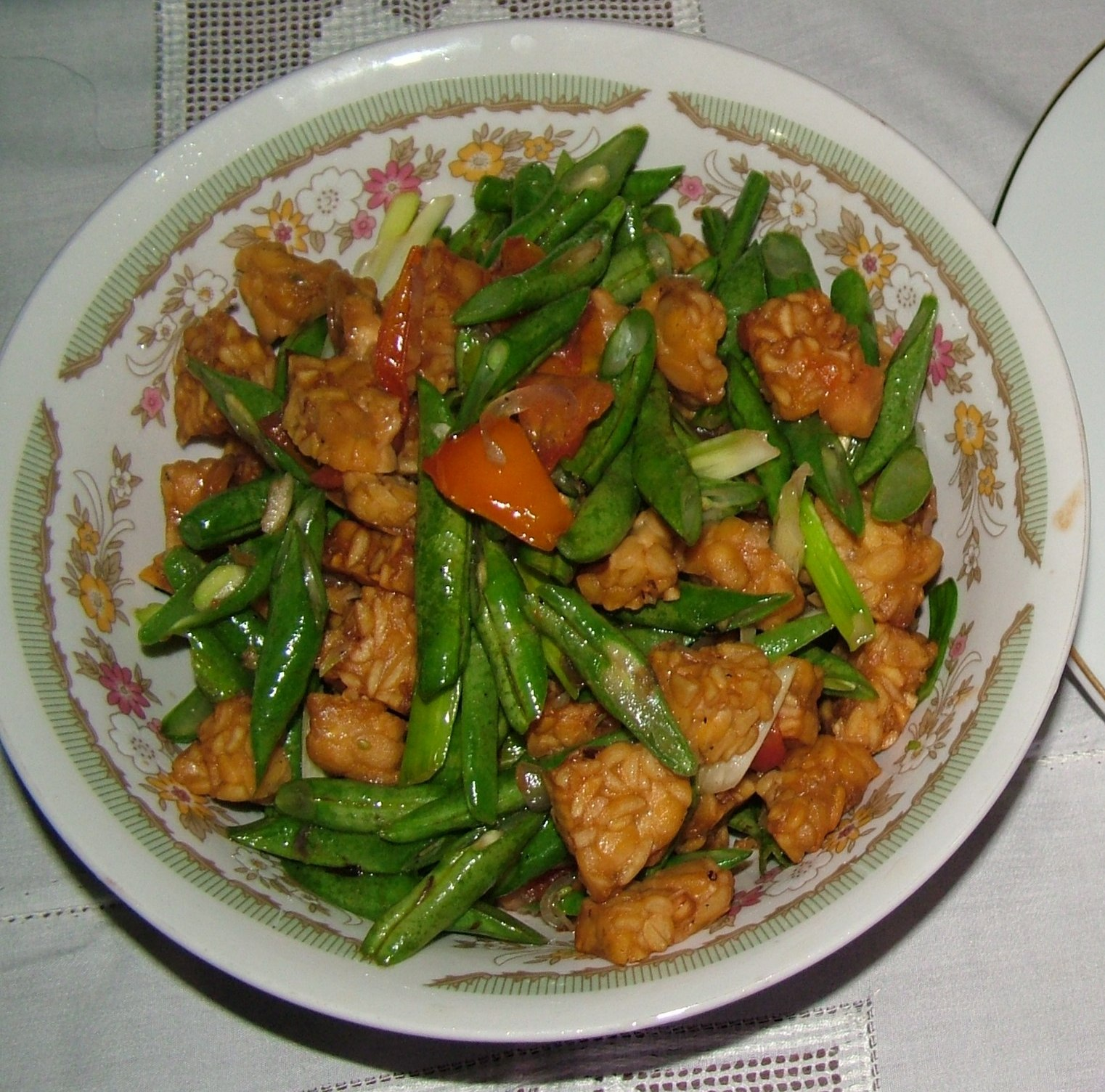
Soté z tempehu

Soté (z francouzského sauté pro minutku, rychle osmažené jídlo) je pokrm z masa, nakrájeného na kousky (menší než u ragú), rychle osmahnutého na malém množství tuku. Takto se uzavře povrch masa, které tak zůstane šťavnaté. Většinou se maso dále dusí do měkka a kombinuje se se zeleninou. Ve srovnání s ragú je omáčky minimálně a není zvykem do ní přidávat víno.